# Vega de Granada

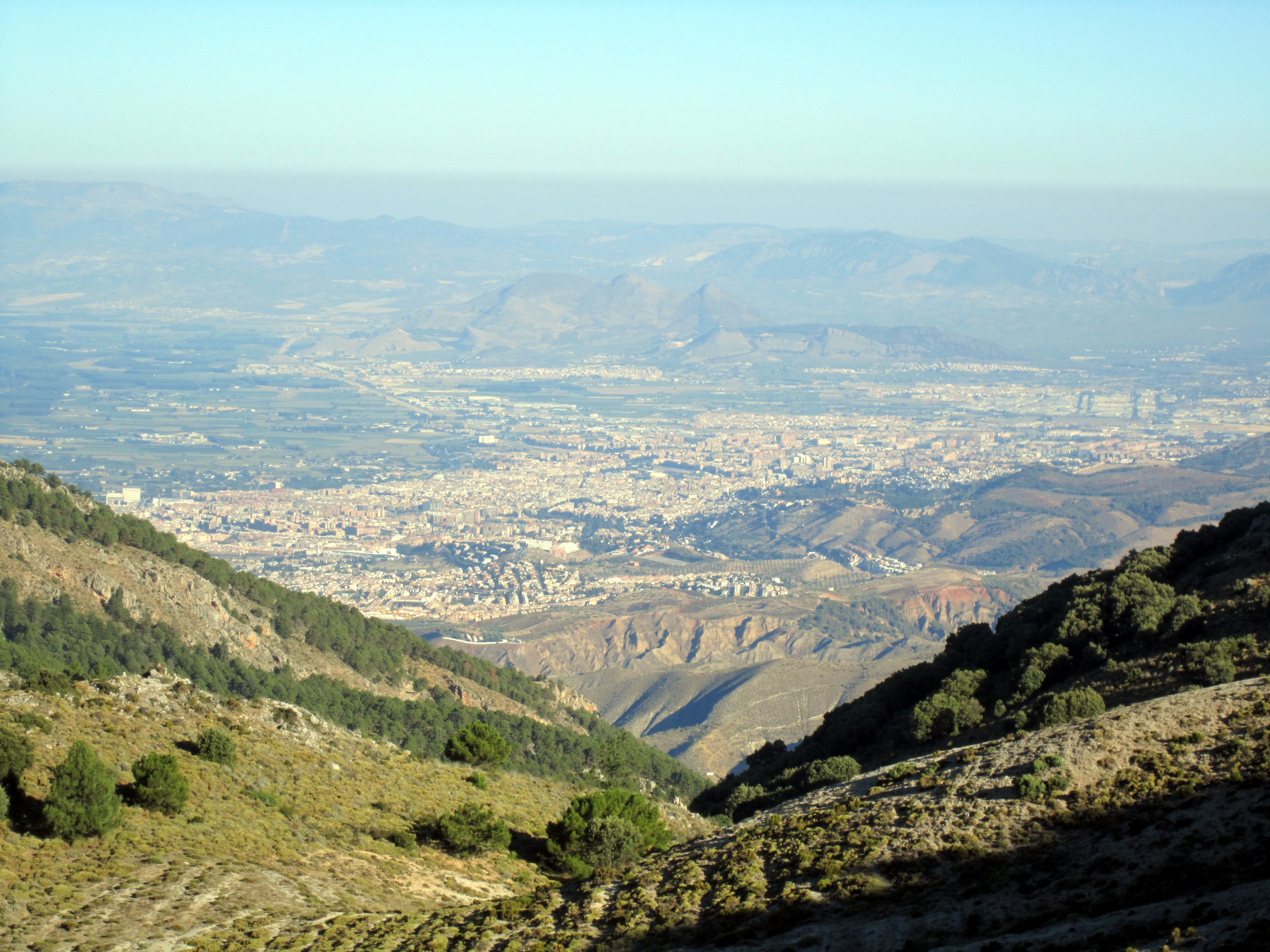
Vista de la ciudad de Granada, capital de la Vega.

La Vega de Granada es una comarca española situada en la parte central de la provincia de Granada. Este territorio limita con las comarcas de Los Montes al norte, Guadix al este, la Alpujarra Granadina al sureste, el Valle de Lecrín al sur, Alhama al suroeste y Loja al oeste.
Está formada por cuarenta y un municipios, de los cuales la mitad —veintiuno— tienen menos de 15 km², con una densidad de población muy superior a la media provincial. El municipio más poblado es Granada, y el más extenso Güéjar Sierra; por el contrario, el municipio con menor número de habitantes es Dúdar, y el de menor superficie Cájar, que es a su vez el más pequeño de toda la provincia. Su capital tradicional e histórica es la ciudad de Granada.
La Vega es una comarca caracterizada por su llanura en la parte occidental —a excepción de Sierra Elvira— y su relieve montañoso en el resto, con Sierra Nevada, Sierra de Huétor y Sierra de la Alfaguara.
Los valores culturales y naturales de la Vega de Granada son, entre otros: el río Genil y sus diferentes afluentes; los suelos aluviales de excelente fertilidad agrícola; masas arbóreas muy diversas, en especial las choperas; los vestigios arquitectónicos, técnicos y espaciales de la industrialización emprendida en torno a la remolacha en la primera mitad del siglo XX; los importantes restos arqueológicos; el diverso patrimonio arquitectónico y urbano de las diferentes localidades que ocupan la Vega; el interés y diversidad de las actividades, usos, técnicas, conocimientos y demás bienes intangibles asociados, sobre todo a las diferentes formas de explotación agrícola de la Vega; y la importante presencia del poeta fuenterino Federico García Lorca.
Como el resto de las comarcas granadinas, solo está reconocida a nivel geográfico, pero no a nivel político.

## Historia

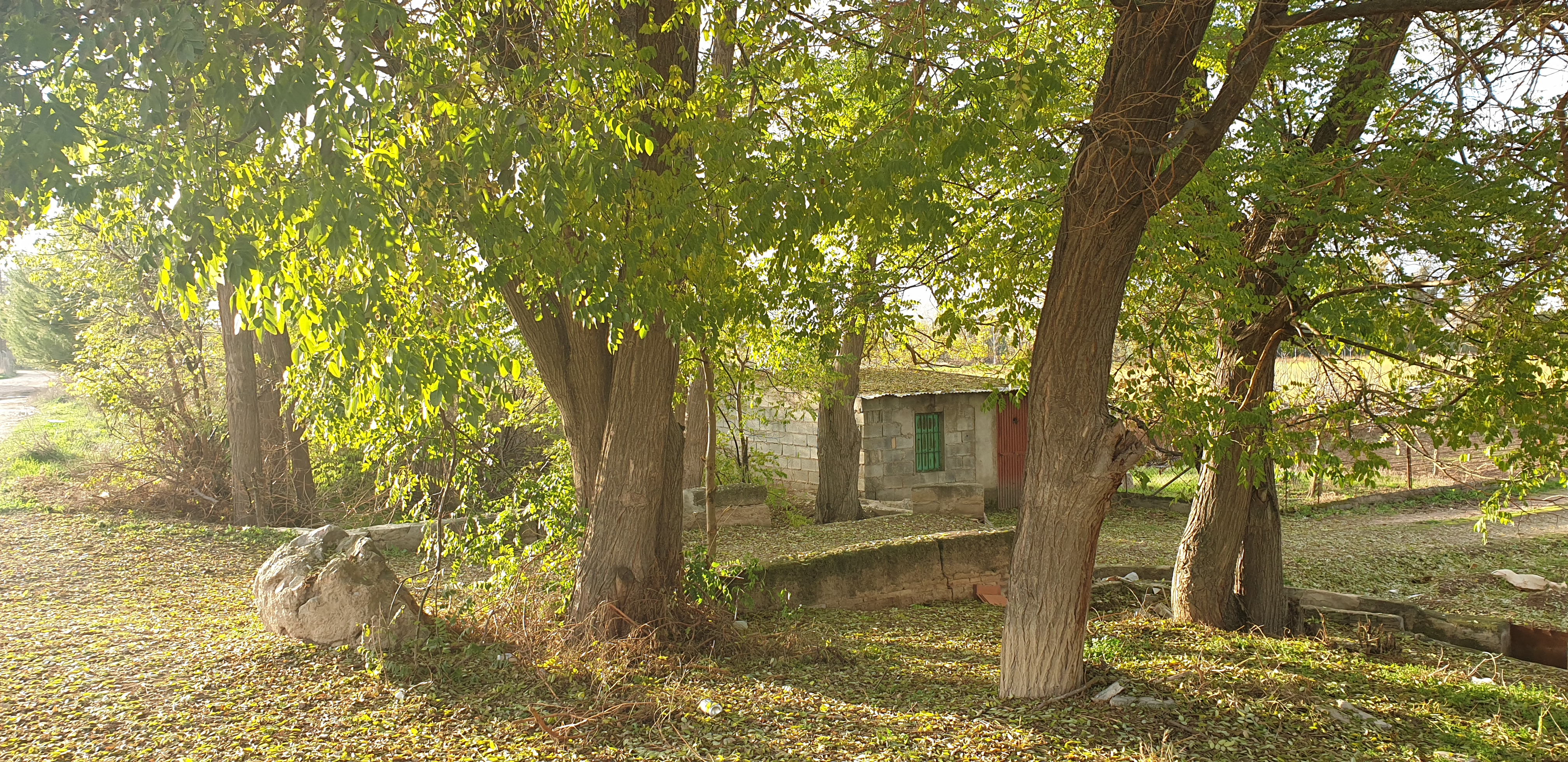
Paisaje típico de la Vega, en el municipio de Láchar.

La historia de la Vega está eminentemente vinculada con la agricultura de regadío y, en menor medida, la de secano. En la primera se llegó a cultivar remolacha, patatas, tabaco, maíz y toda clase de hortalizas. Dentro de los frutales destacaban las ciruelas de fraile, cerezas o albaricoques. En tierras de secano se recogía cereales como el trigo, cebada, avena, garbanzos y lentejas. También en otros terrenos había viñas, almendros e higueras. Cabe señalar que en la comarca se producía un vino del terreno llamado de jaramago.

## Municipios
La comarca está conformada por los siguientes municipios:
|                      | Municipio            | Superficie | Población (2019) | Densidad | Ayto. (2025) | Pedanías |
| -------------------- | -------------------- | ---------- | ---------------- | -------- | ------------ | --- |
| Albolote             | Albolote             | 78,53      | 18.808           | 239,5    | PP           | El Aire, El Chaparral, Parque del Cubillas y Pretel                                                             |
| Alfacar              | Alfacar              | 16,72      | 5.400            | 322,97   | PSOE         | Fuente Grande                                                                                                   |
| Alhendín             | Alhendín             | 50,77      | 9.349            | 184,14   | PP           | |
| Armilla              | Armilla              | 4,31       | 24.174           | 5608,82  | PSOE         | |
| Atarfe               | Atarfe               | 47,22      | 18.706           | 396,15   | PSOE         | Caparacena, Hurpe y Sierra Elvira                                                                               |
| Beas de Granada      | Beas de Granada      | 23,18      | 977              | 42,15    | PP           | |
| Cájar                | Cájar                | 1,65       | 5.129            | 3108,48  | PP           | |
| Calicasas            | Calicasas            | 11,24      | 617              | 54,89    | PSOE         | |
| Cenes de la Vega     | Cenes de la Vega     | 6,48       | 8.002            | 1234,88  | PSOE         | |
| Chauchina            | Chauchina            | 21,20      | 5.565            | 262,5    | PSOE         | Romilla y Romilla la Nueva                                                                                      |
| Churriana de la Vega | Churriana de la Vega | 6,60       | 15.200           | 2303,03  | PP           | |
| Cijuela              | Cijuela              | 17,91      | 3.322            | 185,48   | FTUC         | |
| Cogollos Vega        | Cogollos Vega        | 49,83      | 2.031            | 40,76    | PSOE         | |
| Cúllar Vega          | Cúllar Vega          | 4,34       | 7.429            | 1711,75  | PSOE         | Los Remedios y El Ventorrillo                                                                                   |
| Dílar                | Dílar                | 79,22      | 2.054            | 25,93    | PP           | |
| Dúdar                | Dúdar                | 8,36       | 330              | 39,47    | PP           | Aguas Blancas                                                                                                   |
| Fuente Vaqueros      | Fuente Vaqueros      | 16,00      | 4.406            | 275,38   | PSOE         | La Paz y Pedro Ruiz                                                                                             |
| Las Gabias           | Las Gabias           | 39,03      | 21.115           | 540,99   | PP           | Gabia Chica, Gabia Grande (capital del municipio), Híjar, Los Llanos, Pedro Verde y San Javier                  |
| Gójar                | Gójar                | 12,00      | 5.795            | 482,92   | PSOE         | |
| Granada              | Granada              | 88,06      | 232.462          | 2639,81  | PP           | Bobadilla, El Fargue y Lancha del Genil                                                                         |
| Güéjar Sierra        | Güéjar Sierra        | 238,76     | 2.820            | 11,81    | PP           | Canales |
| Güevéjar             | Güevéjar             | 9,74       | 2.595            | 266,43   | UPG          | |
| Huétor Santillán     | Huétor Santillán     | 93,20      | 1.877            | 20,14    | PP           | El Molinillo y Prado Negro                                                                                      |
| Huétor Vega          | Huétor Vega          | 4,23       | 12.039           | 2846,1   | PSOE         | |
| Jun                  | Jun                  | 3,69       | 3.833            | 1038,75  | PP           | |
| Láchar               | Láchar               | 13,11      | 3.471            | 264,76   | IU/PP        | Peñuelas |
| Maracena             | Maracena             | 4,89       | 22.116           | 4522,7   | PSOE         | |
| Monachil             | Monachil             | 88,85      | 7.939            | 89,35    | PSOE         | Barrio de la Vega y Pradollano                                                                                  |
| Nívar                | Nívar                | 11,17      | 994              | 88,99    | GIN          | |
| Ogíjares             | Ogíjares             | 6,90       | 14.160           | 2052,17  | PP           | |
| Peligros             | Peligros             | 10,14      | 11.394           | 1123,67  | PGPe         | Monteluz |
| Pinos Genil          | Pinos Genil          | 13,98      | 1.457            | 104,22   | PGI          | Los Pinillos |
| Pinos Puente         | Pinos Puente         | 92,88      | 9.930            | 106,91   | PSOE         | Alitaje, Ánzola, Búcor, Cantarrana-Buenavista, Casanueva, Fuensanta, Torrehueca-Torreabeca, Trasmulas y Zujaira |
| Pulianas             | Pulianas             | 6,33       | 5.429            | 857,66   | PSOE         | La Joya, Los Olivos y Pulianillas                                                                               |
| Quéntar              | Quéntar              | 66,44      | 933              | 14,04    | Cs           | Tocón de Quéntar                                                                                                |
| Santa Fe             | Santa Fe             | 38,17      | 15.157           | 397,09   | PP           | El Jau y Pedro Ruiz                                                                                             |
| Valderrubio          | Valderrubio          | 5,53       | 2.086            | 377,22   | PSOE         | |
| Vegas del Genil      | Vegas del Genil      | 14,14      | 11.166           | 789,67   | PP           | Ambroz, Belicena, Casas Bajas y Purchil (capital del municipio)                                                 |
| Villa de Otura       | Villa de Otura       | 24,32      | 6.952            | 285,86   | PSOE         | |
| Víznar               | Víznar               | 12,99      | 976              | 75,13    | IU           | |
| La Zubia             | La Zubia             | 20,09      | 19.155           | 953,46   | PSOE         | El Barrichuelo y Cumbres Verdes                                                                                 |
|                      | TOTAL                | 1.362,20   | 547.350          | 401,81   |              | |

## Economía

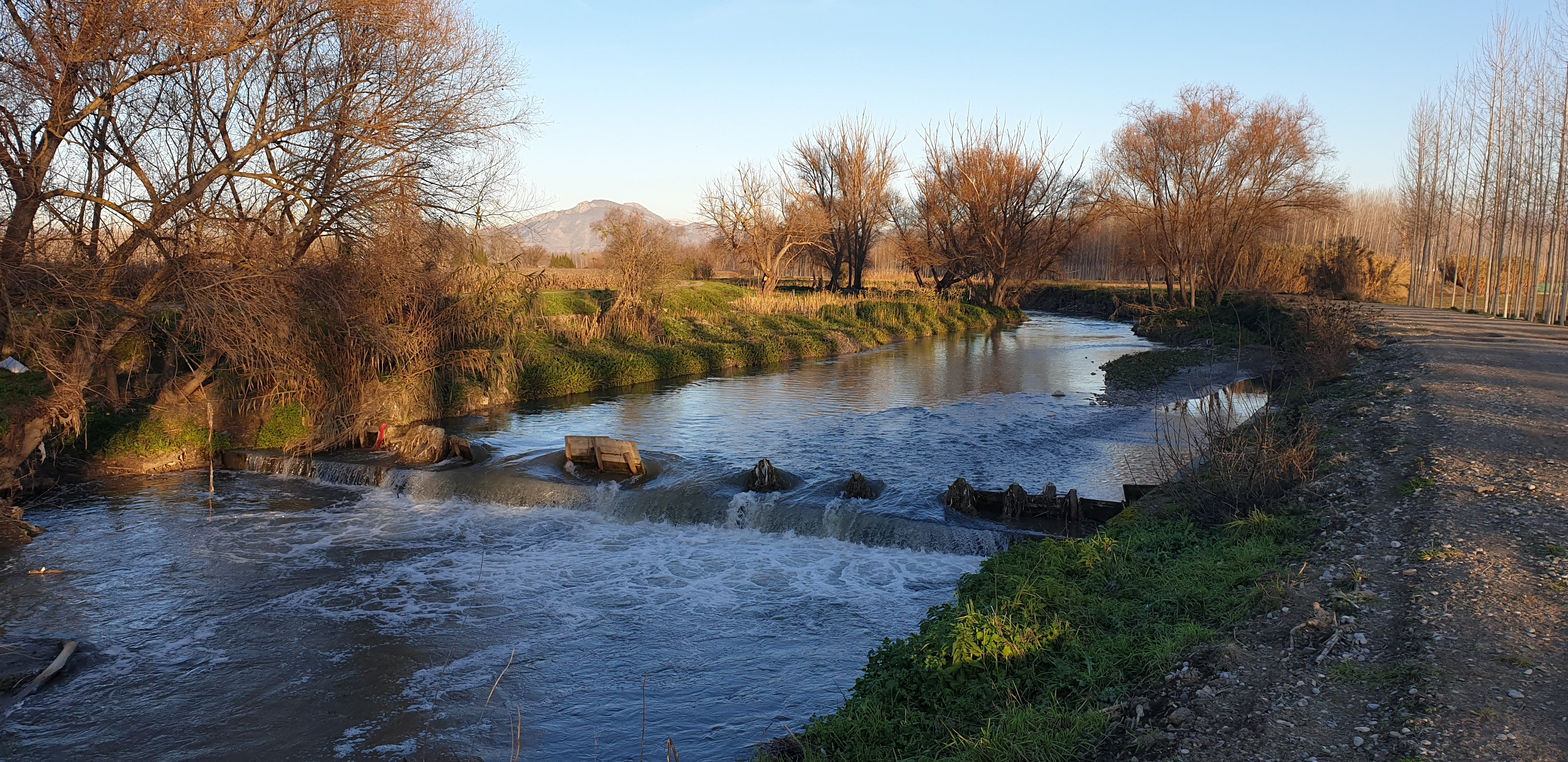
El río Genil a su paso por el municipio de Fuente Vaqueros.

La Vega de Granada es la zona más rica de la provincia, superando la media de renta per cápita de la comunidad autónoma. Los principales motores económicos son el turismo, la educación y la construcción.

## Comunicaciones

### Carreteras

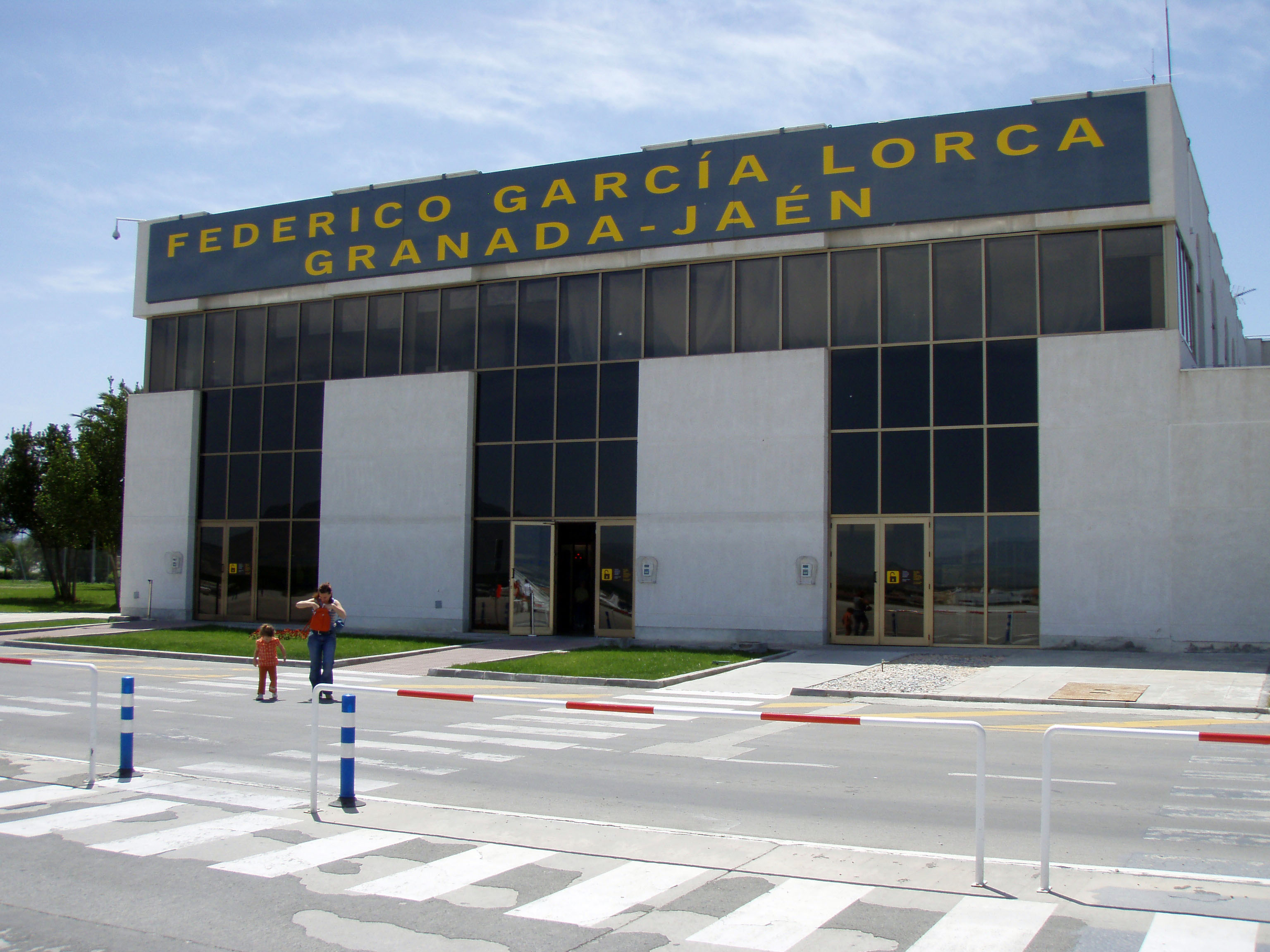
El Aeropuerto de Granada, en el municipio de Chauchina.

Las principales vías de comunicación que transcurren por la comarca son:
- La GR-30 (Albolote-Villa de Otura), más conocida como Circunvalación de Granada.
- La A-44 (Bailén-Motril), más conocida como Segunda Circunvalación de Granada a su paso por la Vega.[3]
- La A-395 o Ronda Sur.
- La A-92 (Sevilla/Málaga-Almería/Murcia)
- La A-92G, que conecta Granada con el Aeropuerto Federico García Lorca de Granada-Jaén
- La VAU-02, conocido como Distribuidor Norte de Granada o simplemente Ronda Norte.

Además están en proyecto o construcción las siguientes autovías:
- Autovías interurbanas:
- La A-81 (Badajoz-Granada por Córdoba)

- Autovías urbanas:
- La Ronda Este (en estudio informativo)
- El Distribuidor Sur (o Segunda Ronda Sur) (en proyecto)
- La GR-43 (o acceso a Granada desde la N-432)

### Metro

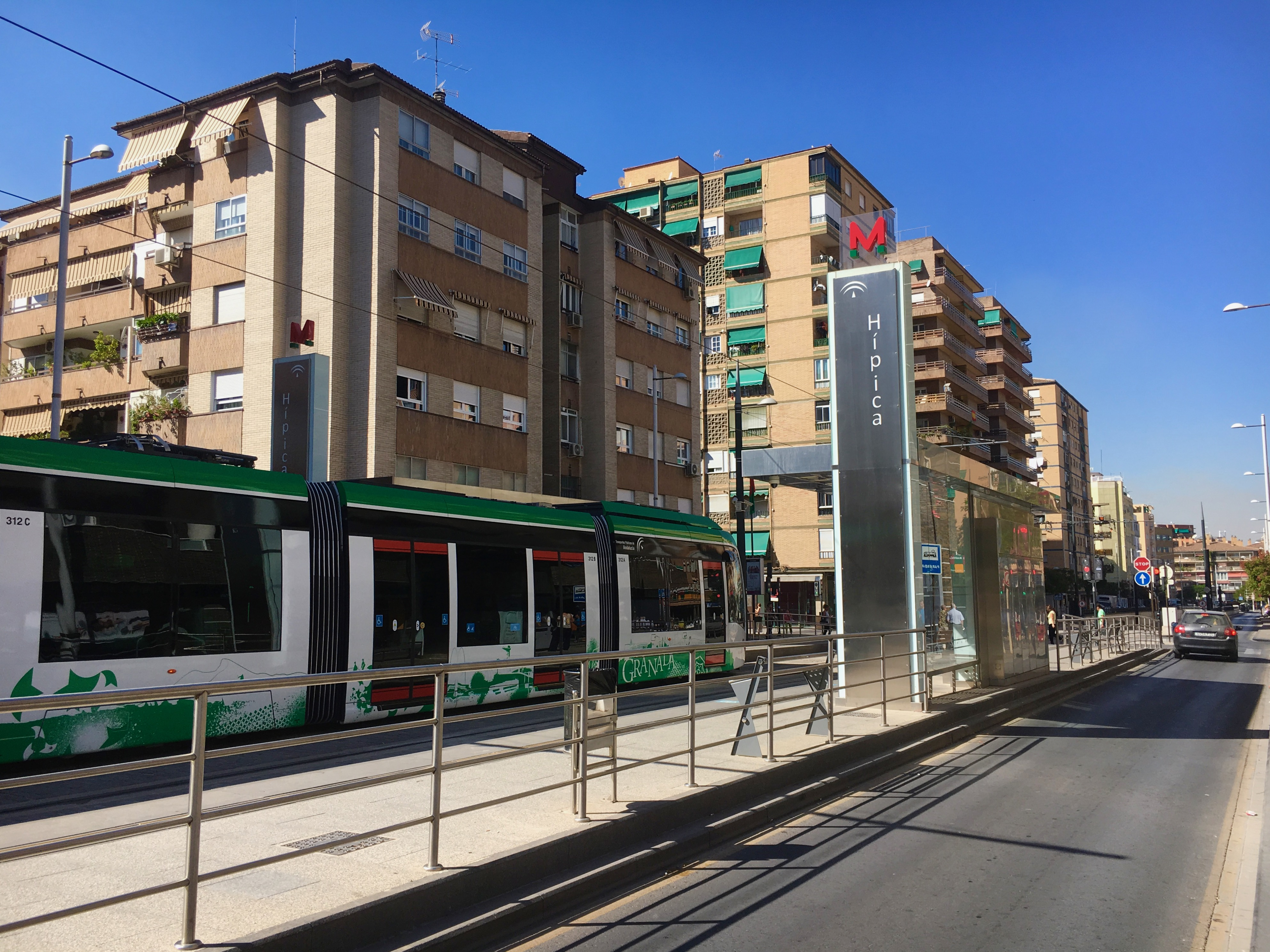
La estación Hípica del Metro de Granada.

La ciudad de Granada cuenta, desde septiembre de 2017, con un servicio de metro ligero: el Metro de Granada. Este servicio, de trazado transversal, constituye uno de los medios de comunicación entre la ciudad y tres de los municipios que mayor número de desplazamientos concentran del área metropolitana: Armilla, Maracena y Albolote.
Se ha estudiado por parte del gobierno autonómico la posible ampliación de este recorrido a otros municipios del cinturón, aunque no se han detallado planes formales.

### Ferrocarril
En 2019 llegó la alta velicidad (AVE) ferroviaria a Granada con la inauguración de la línea Antequera-Granada. Desde entonces Granada queda a tan solo 2 horas 45 minutos de Madrid (al norte), pero con el inconveniente de tener que pasar por la provincia de Málaga (al suroeste), lo que supone un considerable aumento de la distancia a recorrer, y el precio del billete. Pero, una vez se complete la futura línea de Alta Velocidad Jaén-Granada-Motril (en estudio), desde Madrid se podrá viajar a Granada en menos de dos horas. Completará esta red de altas prestaciones la línea de Alta Velocidad Granada-Murcia (en estudio), reduciendo con ello los tiempos hacia el Levante español o a la misma Barcelona.